# Phoenix Film Critics Society Awards 2007
8° PFCS Awards

18 dicembre 2007

Miglior film:

 Non è un paese per vecchi 
I premi dell'8° Phoenix Film Critics Society Awards in onore del miglior cinema del 2007, sono stati annunciati il 18 dicembre 2007.

## Premi assegnati

### Miglior film
Non è un paese per vecchi

### Miglior regista
Joel ed Ethan Coen - Non è un paese per vecchi

### Miglior attore
Daniel Day-Lewis - Il petroliere

### Miglior attrice
Julie Christie - Away from Her - Lontano da lei

### Miglior attore non protagonista
Javier Bardem - Non è un paese per vecchi

### Miglior attrice non protagonista
Amy Ryan - Gone Baby Gone

### Miglior cast
Non è un paese per vecchi

### Migliore sceneggiatura originale
Juno - Diablo Cody

### Migliore adattamento della sceneggiatura
Non è un paese per vecchi - Joel ed Ethan Coen

### Miglior film di animazione
Ratatouille

### Miglior film in lingua straniera
Lo scafandro e la farfalla, Francia

### Miglior documentario
Sicko

### Miglior fotografia
Espiazione - Seamus McGarvey

### Migliore scenografia
Sweeney Todd - Il diabolico barbiere di Fleet Street - Dante Ferretti

### Migliori costumi
Sweeney Todd - Il diabolico barbiere di Fleet Street

### Miglior montaggio
Non è un paese per vecchi - Joel ed Ethan Coen

### Migliori effetti speciali
300

### Migliori stunt-men
The Bourne Ultimatum - Il ritorno dello sciacallo

### Migliori musiche originali
Once (Una volta) - "Falling Slowly"

### Migliore colonna sonora
Espiazione - Dario Marianelli

### Miglior film per la famiglia
Come d'incanto

### Miglior attore debuttante
Ed Sanders - Sweeney Todd - Il diabolico barbiere di Fleet Street

### Miglior attrice debuttante
Saoirse Ronan - Espiazione

### Migliori prestazioni dietro la cinepresa
Sarah Polley - Away from Her - Lontano da lei

### Migliori prestazioni davanti alla cinepresa
Ellen Page - Juno

### Miglior film passato inosservato
Stardust